# Писемність канурі

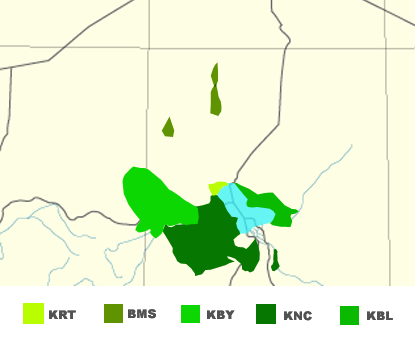
Поширення мов канурі в Нігері, Нігерії і Чаді.

Писемність канурі — писемність мов канурі (діалекти мови канурі та мова канембу). Зараз ці мови використовують здебільшого латинський алфавіт, але раніше (а іноді й зараз) використовували арабське письмо.

## Латинське письмо
Мова канурі в Нігері та Нігерії, а також мова канембу в Чаді записується латинською абеткою.

### Мова канурі, Нігер[1][2][3]
Ця абетка створена для таких діалектів мови канурі: дагара (dagara), манга (manga), мобеур (mobeur), тумарі (tumari).
| A a      | B b | C c  | D d   | E e | Ǝ ə | F f | G g | H h | I i | J j  | K k | L l |
| -------- | --- | ---- | ----- | --- | --- | --- | --- | --- | --- | ---- | --- | --- |
| /a/, /ɐ/ | /b/ | /t͡ɕ/ | /ð~d̪/ | /e/ | /ɨ/ | /f/ | /g/ | /h/ | /i/ | /d͡ʑ/ | /k/ | /l/ |

| M m | N n | Ny ny | O o | P p | R r | Ɍ ɍ | S s | Sh sh | T t | U u | W w      | Y y | Z z |
| --- | --- | ----- | --- | --- | --- | --- | --- | ----- | --- | --- | -------- | --- | --- |
| /m/ | /n/ | /ɲ/   | /o/ | /p/ | /ɾ/ | /ɽ/ | /s/ | /ɕ/   | /t/ | /u/ | /w/, /β/ | /j/ | /z/ |

- Тони на письмі не позначаються.
- Також в алфавіт входить знак ’.
- В наукових текстах тони можуть позначатися шляхом простановки над буквами для голосних діакритичних знаків: гравіс ( ` ) — низький тон; акут ( ´ ) — високий; циркумфлекс ( ˆ ) — спадаючий; гачек ( ˇ ) — зростаючий.

### Мова канурі, Нігерія[4][5]
Стандартизована абетка канурі (Standart Kanuri Orthography) була розроблена в Нігерії у 1975 році на основі діалекту єрва (yerwa).
| A a | B b | C c  | D d | E e | Ǝ ə | F f | G g | H h | I i | J j  | K k | L l | M m | Mb mb | N n |
| --- | --- | ---- | --- | --- | --- | --- | --- | --- | --- | ---- | --- | --- | --- | ----- | --- |
| /a/ | /b/ | /t͡ʃ/ | /d/ | /e/ | /ɨ/ | /f/ | /g/ | /h/ | /i/ | /d͡ʒ/ | /k/ | /l/ | /m/ | /ᵐb/  | /n/ |

| Nd nd | Ng ng | Nj nj | Ny ny | Nz nz | O o | P p | R r | S s | Sh sh | T t | U u | W w | Y y | Z z |
| ----- | ----- | ----- | ----- | ----- | --- | --- | --- | --- | ----- | --- | --- | --- | --- | --- |
| /ⁿd/  | /ᵑɡ/  | /ⁿd͡ʒ/ | /ɲ/   | /ⁿz/  | /o/ | /p/ | /r/ | /s/ | /ʃ/   | /t/ | /u/ | /w/ | /y/ | /z/ |

- Тони на письмі не передаються.
- Може використовуватися знак ’ для передачі гортанного зімкнення між голосними (наприклад, sa’a — ткацтво).

### Мова канембу, Чад[7]
Мова канембу записується чадською національною абеткою (латинською версією).

## Арабське письмо
Мови канурі почали записуватися арабським письмом приблизно з 17 століття. Література, написана цими мовами, включала коментарі до Корану (написані давньоканембською мовою; 16 або 17 ст. — сьогодення), списки царів держави Канем-Борно (мовою канурі; 18 — 19 ст.).

### Давньоканембська мова і мова тарджумо[8][9][10]
Арабське письмо для давньоканембської мови і її сучасного нащадка — мови тарджумо, — використовується для запису ісламської літератури. Тарджумо є писемною мовою, і відрізняється від сучасної розмовної мови канурі. В цій абетці не виникло якихось додаткових букв, але натомість вона могла передавати тони (давньоканембська і тарджумо — тональні мови).
- Транскрипція тонів (МФА): акут ( ´ ) — високий; гравіс ( ` ) — низький; циркумфлекс ( ˆ ) — спадаючий.

| Аджамі (арабське) | МФА                |
| ----------------- | ------------------ |
| َ◌                 | [à]                |
| ِ◌                 | [ì], ([í])         |
| ٜ◌                 | [è]                |
| ُ◌                 | [ò], [ù]           |
| ْ◌                 | [ɨ̀]                |
| ا َ◌               | [á], [â]           |
| ي ِ◌               | [í], [î]           |
| و ُ◌               | [ó], [ú], [ô], [û] |
| واْ ُ◌              | [ó]                |
| يٰ ٜ◌               | [é], [ê]           |

| Арабське | МФА            |
| -------- | -------------- |
| ب‎        | [b], [ᵐb], [p] |
| ت‎        | [t], [ⁿt]      |
| د‎        | [d], [ⁿd]      |
| ر‎        | [r]            |
| س‎        | [s]            |
| غ‎        | [g], [ᵑg]      |
| ف‎        | [f], [p], [ɸ]  |
| ك‎        | [k]            |
| ل‎        | [l]            |
| م‎        | [m]            |
| ن‎        | [n]            |

| Арабське | МФА                           |
| -------- | ----------------------------- |
| و‎        | [w]                           |
| ي‎        | [j]                           |
| ث‎        | [t͡s]                          |
| ج‎        | [d͡z], [ⁿd͡z], [z], [d͡ʒ]        |
| ح‎        | [ħ]                           |
| ز‎        | [z]                           |
| ص‎        | [s]                           |
| ط‎        | [t]                           |
| ع‎        | [ʔ]                           |
| ھ‎        | використовується в кінці слів |

Також існують букви, які зустрічаються здебільшого в запозиченнях з арабської. Іноді вони можуть писатися замість інших букв. 
| Буква | Може замінювати букви |
| ----- | --------------------- |
| ش‎     | ث‎ س‎                   |
| ظ‎     | ز‎ ج‎                   |
| ق‎     | ك‎                     |
| خ‎     |                       |
| ذ‎     | ز‎ ج‎                   |

### Мова канурі
Стандартизованої арабської абетки для мови канурі поки не існує. В Нігерії в штаті Борно займалися розробкою такої азбуки, але роботу не було завершено. Ісламська організація з питань освіти, науки і культури (إيسيسکٯ‎/ISESCO) також займається розробкою такого алфавіту.

### Мова канембу, Чад[14]
Мова канембу записується чадською національною абеткою (арабською версією).

## Додаткові джерела і посилання
- Tahir Abba. "Ajamization of knowledge: the Kanuri experience".(англ.)